# Caiobá
Caiobá est un quartier touristique de la commune de Matinhos, sur la côte de l'État du Paraná, au Brésil. Elle se trouve à environ 110 km de la capitale de Paraná, Curitiba.

## Histoire
La région a été colonisée après l'arrivée du Français Auguste de Saint-Hilaire, en 1820.
En 1927 fut inaugurée l'Estrada do Mar, une grande artère qui relie Paranaguá et Praia de Leste (pt). Elle a permis l'arrivée d'un grand nombre de familles allemandes, parmi lesquelles se trouvaient celle d'Augusto Blitzkow, qui a commencé l'urbanisation de Caiobá.
Le quartier a notamment accueilli le Championnat du monde d'échecs junior en 1994.

## Démographie
La population est de 15 174 habitants, auxquels se rajoutent des milliers de touristes pendant l'été. Elle bénéficie d'une plage propre et entretenue, ainsi que de plusieurs équipements hôteliers.